# Regierung Van Acker I
Die Regierung Van Acker I war die Regierung von Belgien vom 12. Februar 1945 bis zum 2. August 1945. Sie war eine sogenannte Regierung der Nationalen Einheit. In der Regierung vertreten waren die Katholische Partei, die BSP/PSB, die Liberale Partei Belgiens, und die KPB/PCB (Kommunisten). Im Gegensatz zur Exilregierung Pierlot, war sie die erste Regierung nach dem Zweiten Weltkrieg, die hauptsächlich aus Personen bestand, die die Besatzungszeit in Belgien verbracht hatten. Nur Paul-Henri Spaak hatte sich in London während des Krieges aufgehalten.
Die Regierung folgte auf die Regierung Pierlot VI und wurde durch die Regierung Van Acker II abgelöst.

## Minister und Staatssekretäre
Die Regierung bestand aus 18 Ministern, wobei die Katholieke Partij mit 6 Ministern die meisten Posten innehatte. Jeweils vier Ämter gingen an die BSP/PSB und an die Liberale Partij, zwei Ministerien an die Kommunisten der KPB/PCB.
| Minister                                   | Name                       | Partei | Partei            |
| ------------------------------------------ | -------------------------- | ------ | ----------------- |
| Premierminister und Kohleversorgung        | Achille Van Acker          |        | BSP/PSB           |
| Auswärtige Angelegenheiten und Außenhandel | Paul-Henri Spaak           |        | BSP/PSB           |
| Kommunikation                              | Ernest Rongvaux            |        | BSP/PSB           |
| Öffentliche Arbeiten                       | Herman Vos                 |        | Katholieke Partij |
| Minister ohne Geschäftsbereich             | Paul Kronacker             |        | Liberale Partij   |
| Information                                | Edmond Ronse               |        | Katholieke Partij |
| Justiz                                     | Charles du Bus de Warnaffe |        | Katholieke Partij |
| Innere Angelegenheit                       | Adolphe Van Glabbeke       |        | Liberale Partij   |
| Öffentliche Bildung                        | Auguste Buisseret          |        | Liberale Partij   |
| Landwirtschaft                             | Louis Delvaux              |        | Katholieke Partij |
| Finanzen                                   | Gaston Eyskens             |        | Katholieke Partij |
| Arbeit und Soziale Sicherheit              | Léon-Eli Troclet           |        | BSP/PSB           |
| Wirtschaft                                 | Albert De Smaele           |        | parteilos         |
| Landesverteidigung                         | Léon Mundeleer             |        | Liberale Partij   |
| Volksgesundheit                            | Albert Marteaux            |        | KPB/PCB           |
| Kolonien                                   | Edgard De Bruyne           |        | Katholieke Partij |
| Wiederaufbau                               | Edgard Lalmand             |        | KPB/PCB           |
| Kriegsopfer                                | Henri Pauwels              |        | parteilos         |